# Битка при Детинген
Битката при Детинген (на немски: Schlacht bei Dettingen) се състои на 27 юни 1743 г. на бреговете на река Майн в Германия. Тя е част от Войната за австрийското наследство (1740 – 1748), от едната страна е т. нар. Прагматическа армия (създадена в защита на Прагматическата санкция), начело с английския крал Джордж ІІ, а от друга – френска армия, командвана от маршал Адриен дьо Ноай. Това е последният случай, в който действащ английски монарх участва лично във военни действия.
Към този момент Франция не участва официално във войната, но се включва с военни сили в подкрепа на Бавария. Битката остава без решаващо значение и макар че се смята за поражение на французите, е описвана по-скоро като „щастливо измъкване, отколкото велика победа“.

## Военната ситуация през 1743 г.
Главният въпрос във Войната за австрийското наследство е дали владенията на Хабсбургите ще преминат без териториални загуби в ръцете на Мария Терезия или не. Младата ерцхерцогиня е подкрепена от Великобритания, Хановер и Обединените провинции. Нейни най-опасни врагове са Прусия на Фридрих ІІ, Бавария на Карл Албрехт, Саксония, Франция и Испания. Войната започва с пруското нахлуване в Силезия (виж Първа силезийска война) и битката при Молвиц. След нея баварците тръгват към Виена, подпомогнати от френска армия, начело с маршал Дьо Бел Ил. Те стигат до Линц, но не атакуват столицата на Австрия, а превземат Прага. Австрийците съумяват да отговорят едва в края на 1741 г., когато изтласкват френско-баварските сили от Чехия. Опитите им да освободят Силезия обаче не са успешни. През 1742 г. Фридрих ІІ сключва сепаративен мирен договор в Бреслау и напуска войната. Така Австрия намира сили за обща контраофанзива: Бавария капитулира, а французите се оттеглят на запад със сериозни загуби.
През 1743 г. австрийски, хановерски и английски войски се срещат в Ашафенбург, на северния бряг на Майн. Хановерците са начело с крал Джордж ІІ (който е и хановерски курфюрст), англичаните – с шотландеца граф Джон Стеър, посланик в Париж и ученик на херцог Марлборо; австрийските части са под командването на стария фелдмаршал фон Найперг и на херцог фон Аренберг. Командването разбира, че позицията им е уязвима, защото доставките са несигурни и наблизо има 40-хилядна френска армия на маршал дьо Ноай. Те се насочват на запад, тъкмо към позициите на Ноай и в края на юни двете армии се сблъскват.

## Битката
Командирът на френската пехота граф дьо Грамон заема такива позиции, с които препречва пътя на съюзницит е – между Ашафенбург и близките възвишения. На лявото си крило е съсредоточил френската конница. Ноай изпраща артилерията на южния бряг на реката с нареждане да обстрелва съюзниците без да може да бъде атакувана. Освен това той изпраща 12 000 души в Ашафенбург, тоест в гръб на противника. По този начин създава капан с явното намерение да затвори противниците си в чувал.
Прагматическата армия потегля още в тъмни зори, а щом настъпва денят, става ясно, че е попаднала в критично положение. Стеър бързо изпраща част от войниците си назад, за да осигури тила си. През целия предиобед той подрежда армията си в четири отбранителни линии. Французите биха могли да прекъснат тази подготовка с неочаквано нападение, но намеренията на маршал Ноай са да принуди съюзниците да атакуват и така да ги изтощи. Той знае също, че те не могат да изчакват дълго, защото ще останат без храна.
Планът на френското командване е добър, но са допуснати грешки. Така например става ясно, че артилерията не постига задоволителен ефект и причинява твърде малки щети на съюзниците. Но най-голямата грешка се случва, когато част от френската армия не изпълнява заповедите на Ноай и първа минава в настъпление. Макар че се спори по въпроса, ней-вероятно елитните френски части (Maison du Roi), които не са участвали в битка от тази при Малплаке през 1709 г., първи повеждат атаката. Тя е одобрена и от дьо Грамон. В началото това дава добър резултат – първите три защитни линии са разкъсани, конницата нанася поражение на британската и я отблъсква объркана назад. Обяснението за провала на английската конница е просто – англичаните не са водили сухопътна война от 1712 г. и кавалеристите са изгубили способностите си. Сега се стига до куриозни моменти, в които те не успяват да овладеят конете си. Дори Джордж ІІ за малко не попада в плен – едно гюле от френско оръдие подплашва коня му, той пада на земята и се оказва заобиколен от противници, но е спасен в последната минута.
Британската пехота обаче се оказва на ниво. Четвъртата защитна линия издържа натиска и не се разкъсва. Неслучайно Ноай я определя като „стена от желязо“. Изправили се лице в лице с нея, предните френски чести се озовават в несигурна позиция – те са подложени на масиран обстрел от близко разстояние, включително и от артилерията, австрийските войски умело ги обгръщат и заплашват да отрежат пътя им за отстъпление. В същото време френската артилерия не смее са обстрелва мелето, за да не засегне своите хора. При това положение Грамон свири сигнал за отстъпление. Дотук загубите са изравнени и не може да се определи победител, но при отстъплението през реката един от мостовете се срутва и загиват още няколкостотин французи.

## Последици
Ноай оставя съюзническата армия да продължи необезпокоявана пътя си и след месец тя се озовава на сигурно на територията на Хановер. Британците използват битката за активна пропаганда – описват случилото се като велика победа. По-късно обаче ентусиазмът им спада, особено когато разбират, че кралят е бил с хановерска военна униформа. Те издигат тезата, че и в тази война ще имат военно-техническо превъзходство, както през Войната за испанското наследство. Но сега те не разполагат с военачалник като херцог Марлборо, нито Джордж ІІ, нито синът му херцог Камбърленд притежават сравними военни умения. Само две години по-късно маршал дьо Сакс побеждава Камбърленд при Фонтеноа и този мит рухва. Сакс доказва превъзходството си с още две победи.
Загубите на френската армия се изчисляват на около 4000 д., от които повечето ранени, докато съюзниците дават жертви наполовина. Ако се съди от първите реакции (радост в Британия и Австрия, покруса в Бавария и Прусия), битката изглежда решаваща – тя би поставила на карта териториалната цялост на Франция. Но опасността не се реализира и курсът на войната не се променя особено. Все пак френската активност се пренася от Германия към Нидерландия. В момента на най-голяма радост композиторът Хендел създава известното си произведение Dettingen Te Deum.